# サテライト成田
サテライト成田（サテライトなりた）は、千葉県山武郡芝山町岩山にある競輪場外車券売場である。
本項では同施設内に併設されている場外勝馬投票券発売所の f-keiba成田（エフケイバなりた）およびオートレース場外車券売場のオートレース成田（オートレースなりた）についても記述する。

## サテライト成田
サテライト成田は2008年7月26日に開設された。当初は千葉競輪場の車券を中心とし、その他の場の特別競輪や記念競輪、一部の場のFI・FII・ナイター競輪などが1日最大3場発売される。
千葉競輪場はPIST6専用のTIPSTAR DOME CHIBAとなり、同開催は全てインターネットでの車券発売となったため、現在は当サテライトで千葉の車券は発売していないが、千葉市が引き続き施行管理者となっている。

## f-keiba成田
f-keiba成田は、サテライト成田の2階部分を改装し、2012年7月19日にオープンした。船橋競馬場を中心とした南関東公営競馬の馬券全てと、その他の場の一部レースの馬券を発売する。正式名称は成田場外勝馬投票券発売所で、「f-keiba」は船橋競馬場ホームページのURLから取った通称である。
2014年（平成26年）12月13日より、土曜日・日曜日のJRA開催日には J-PLACE成田（ジェイプレイスなりた）として、JRA全レースの馬券の発売を開始している。

## オートレース成田
オートレース成田は、サテライト成田の1階部分を改装し、2017年5月31日にオープンした。主に伊勢崎オートレース場の車券を中心とし、ナイター競走など1日最大2場発売される。

## 施設
鉄骨2階建てで、有料の特別観覧席・食堂・喫茶コーナー・売店などが設置されている。なお競輪・オートの窓口は1階・競馬の窓口は2階のスペースに設置されている。

## 交通アクセス
成田国際空港南東の空港南部工業団地付近に位置し、国道296号と千葉県道62号成田松尾線（新道）の岩山交差点が近い。
- 芝山ふれあいバス（芝山千代田駅 - 松尾駅）サテライト成田停留所下車、徒歩すぐ。
- 京成成田駅東口から無料送迎バスあり（往復4本。JRA開催時は往路5本・復路6本。いずれも夕方まで）

以下の路線バス停留所からは徒歩圏内となる。
- 成田空港第2旅客ターミナル発の成田空港交通南部工業団地（航空機材前）停留所より徒歩6分弱。土日祝日はサテライト成田停留所下車、徒歩すぐ。
- 高速バス・東京 - 富里・多古線の「岩山」停留所・空港シャトルバス（成田国際空港第2ターミナル - 芝山千代田駅 - 松尾駅 - 横芝屋形海岸）の「航空博物館入口」停留所より徒歩20分程度（航空科学博物館敷地内の停留所とは異なるので注意すること）。

- 新空港自動車道新空港インターチェンジから車で約15分。
- 東関東自動車道富里インターチェンジから車で約20分。
- 圏央道松尾横芝インターチェンジから車で約15分。